# 新圣伊万
新圣伊万（匈牙利語：Újszentiván）是匈牙利琼格拉德州所辖的一个村。总面积15.49平方公里，总人口1671，人口密度107.9人/平方公里（2011年1月1日）。